# GR-7
El GR-7 es un Sendero de Gran Recorrido que parte de Andorra al estrecho de Gibraltar. Como sendero de gran recorrido está balizado con señales rojas y blancas. Se trata del primer sendero de gran recorrido que se señalizó en España (se inició en 1974); tiene un recorrido que sigue el levante peninsular desde una situación retirada de la costa. Forma parte del sendero europeo E-4 (Tarifa-Esparta); después de cruzar Francia y Andorra (en los dos países también tiene la referencia de GR 7), entra en Cataluña por La Farga de Moles, cruza esta comunidad y continúa por la Comunidad Valenciana, la Región de Murcia y Andalucía hasta llegar al cabo de Tarifa, cerca de Tarifa, donde acaba su recorrido y en su día se encontrará con el GR-92.

## Recorrido

### Cataluña
La Farga de Molas (Lérida) - Anserall -  Seo de Urgel - Bastida - Fòrnols-Tuixén - Coll de Port - La Coma - San Lorenzo de Morunys - Lladurs-Olius - Solsona - el Miracle - Sant. de Pinós - Salavinera - refugio Mas del Tronc- Rubió –Bellprat - Pontils - Vallespinosa - Cabra del Campo - Miramar - Lilla – Vilabert - La Riba - Montreal - La Musara - Arbolí - Puigcerver - Coll de la Teixeta - Argentera - Colldejou - Coll de Guix - Llavería - Coll de Montal - Tivisa – Rasquera - Benifallet - Pauls - Caro - Casetes Velles - Refugio Font Ferrera (GR-8)
Más información en web de la FEDME

### Comunidad Valenciana
Fredes - Boixar -Vallibona - Morella - Ares del Maestre - Benasal - Culla - Vistabella del Maestrazgo - S. Juan Peñagolosa (cruce GR-33) - Villahermosa del Río - San Vicente de Piedrahíta - Montanejos (cruce GR-36) - Montán - Bejís - Arteas de Abajo - Arteas de Arriba - cruce GR-10 - Andilla - Chelva - Los Visos - Ref. Las Lomas - Villar de Olmos - El Rebollar - Campamento Tabarla - Cortes de Pallás - Cdo. del Caroche - Casas de Benalí - Venta Boquilla - Vallada - Bocairente - (refugio del Montcabrer) - Alcoy - Ibi - Onil - Castalla - Petrel - Elda - Casas del Señor - Encebras - Pinoso
Más información en la web de la Generalidad Valenciana Archivado el 8 de septiembre de 2008 en Wayback Machine. o en la web de la FEDME

### Región de Murcia
Torre de Rico (Jumilla) - Rambla de la Raja - Puerta de Jaime - Venta Román - Azujarejo - Cieza - Presa del Cárcavo - Pantano - Calasparra – Moratalla (La Puerta) - Cortijos de Somogil - Cortijo de la Risca - Ermita de S. Juan – Campo de San Juan - Salinas del Zacatín - Calar de la Santa/El Sabinar – Rambla de la Rogativa - Ermita de la Rogativa - Pto. Alto - Cañada de la Cruz (Moratalla)
Más información en la web de la FEDME
El GR-7 en imágenes a su paso por Cieza.

### Andalucía
Almaciles - Puebla de Don Fadrique - Puebla de Don Fadrique - Cazorla - Quesada - Jódar - Bedmar - Cambil - Alcalá la Real - Priego de Córdoba - Rute - Archidona - Villanueva del Trabuco - Antequera - Valle de Abdalajís - El Chorro - Ardales - Serrato - Arriate - Ronda - Montejaque - Villaluenga del Rosario - Benaocaz - Ubrique - Jimena de la Frontera - Castellar de la Frontera - Los Barrios y Tarifa.

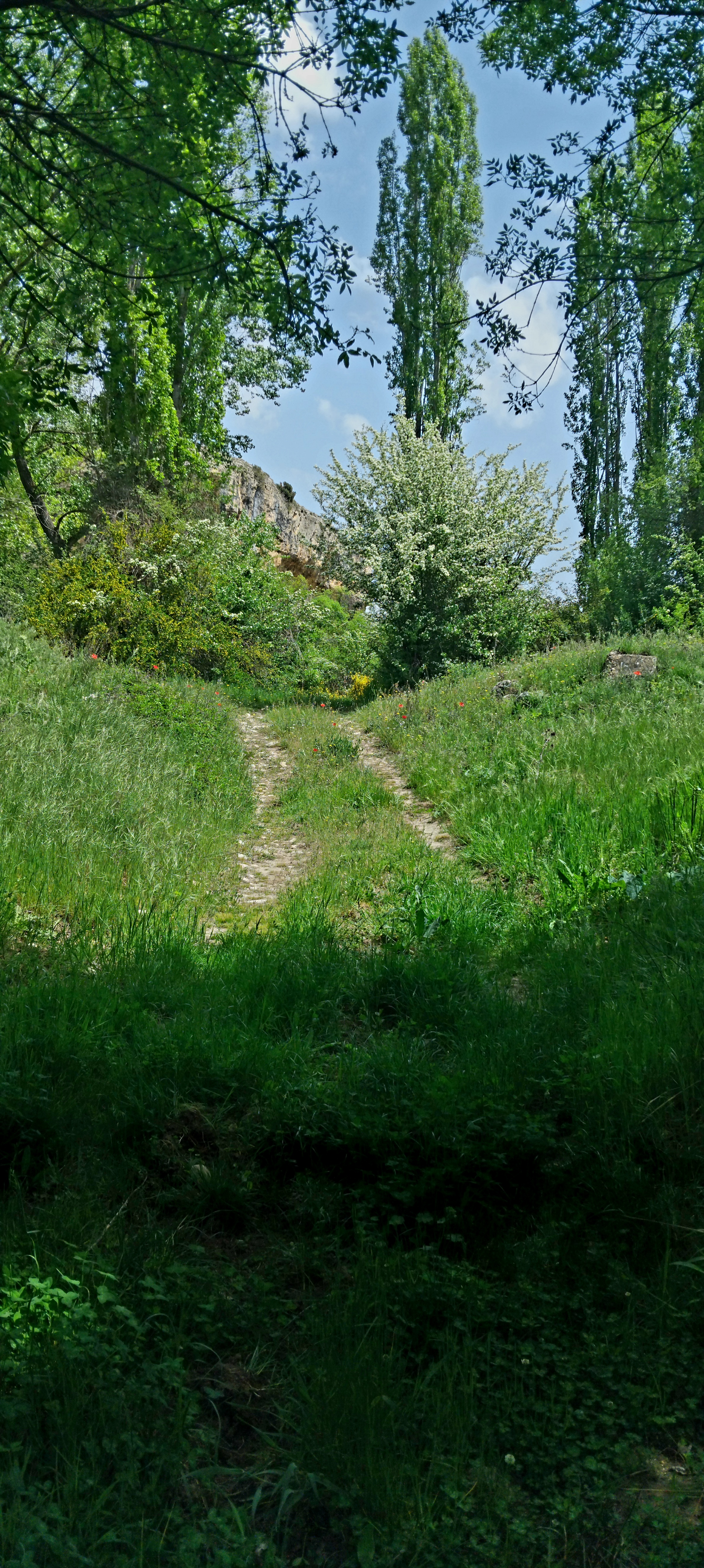
GR - 7 entre Santiago de la Espada y Puebla de Don Fadrique. Mayo 2025

Más información en.

## Variantes
- GR-7-3: Sierra de Argentera (pk 12,750 del tramo collado de la Teixeta-Colldejou del GR-7, cerca del collado Roig), La Muela de Colldejou y Collado del Guix.

Duración: 1:20 h 
Distancia: 3,750 km.
- GR-7-5: Hostal del Pla, Pla de Riat, Olius y Solsona.

Duración: 3:55 h.
Distancia: 15,900 km.
- GR-7-6: Solsona, Timoneda, Odén y San Lorenzo de Morunys.

Distancia: 21,900 km.
- GR-7-8: Pk 6,200 del tramo Cabra del Campo-La Riba del GR-7, la Barceloneta y pk 12,230 del tramo Cabra del Campo-la Riba del GR-7.

Duración: 1:05 h.
Distancia: 4,500 km.
- GR-7-9: Antequera, cortijo de los Almendros, camino de las Algaidas, cruce del río Guadalhorce y la A-92, camino de la Venta del Río a la caseria de Rojas, Cartaojal, colegio, cementerio, depósitos de agua, camino de Antequera a Cuevas Bajas, realengas de Cuevas Bajas a Antequera, camino de Pajariego y Cuevas Bajas.

Distancia: 26 km.